# Del Beshore
Delmer Beshore, detto Del (Mechanicsburg, 29 novembre 1956), è un ex cestista statunitense, professionista nella NBA e in Italia.

## Carriera
Playmaker di carnagione bianca, esce nel 1978 dalla California University of Pennsylvania. Nello stesso anno debutta in NBA grazie all'apparizione con i Milwaukee Bucks, mentre gioca per il resto della stagione con i Fresno Stars nella lega Western Basketball Association. Torna in NBA un anno dopo, quando viene ingaggiato dai Chicago Bulls con cui mette a segno 3,6 punti in 12,8 minuti di media a partita.
Nel 1980 approda in Italia dove disputa due campionati di Serie A2 con il Basket Rimini sponsorizzato Sacramora, tornei in cui realizza rispettivamente 19,3 e 16,6 punti di media. Dopo un anno di inattività per problemi fisici, si accorda con i Wyoming Wildcatters franchigia della lega CBA. Ha poi una parentesi nel 1988 con i Fresno Flames, formazione appartenente alla lega minore World Basketball League.

## Palmarès
- All-WBA First Team (1979)
- All-CBA Second Team (1984)
- CBA All-Defensive First Team (1984)
- Miglior passatore CBA (1985)
- Migliore nelle palle recuperate CBA (1984)